# Детерміноване моделювання
У математичному моделюванні детерміновані моделі не містять випадкових величин і ступеню випадковості, а в основному складаються з рівнянь, наприклад, диференційних. Розрахунки по таким рівнянням вимагають відомі вхідні дані і отримані результати стають наслідком унікального набору вихідних. На противагу стохастичному моделюванню, яке містить в собі випадкові змінні.
Детерміновані моделі, як правило, призначені для заглиблення в певний механізм або природний процес. Вони відрізняються від статистичних моделей (наприклад, лінійної регресії), метою яких є практично оцінити відносини між змінними. Детермінована модель розглядається як корисне наближення до дійсності, яку простіше побудувати і інтерпретувати, ніж стохастичну. Проте, такі моделі можуть бути надзвичайно складними через велику кількість вхідних і вихідних даних, і, отже, часто незворотними; фіксований єдиний набір вихідних даних може бути отриманий за допомогою декількох наборів вхідних. Таким чином, використання надійних параметрів і невизначеності моделі є вирішальним можливо, навіть більшою мірою, ніж для стандартних статистичних моделей, але це та область, яка отримала мало уваги зі статистики.

## Використання моделювання
В основному це детерміновані моделі, використовувані в наукових дослідженнях, які ми можемо знайти в різних дослідженнях: в сфері населення, розвитку клімату, забруднення навколишнього середовища, а й також в інших областях, як інженерія, хімія і ведення політики. Детерміновані моделі отримали увагу в літературі по статистиці під загальною темою комп'ютерних експериментів. Комп'ютерні експерименти моделюють складні системи, що вимагають певної кількості вхідних даних. Використання стохастичної системи набагато дешевше, але також є неточним і спрощеним способом.

### Переклад моделей
Необхідно перевести модель в упізнаваний комп'ютером формат. Людина, що займається моделюванням мусить вирішити, чи програмувати модель на спеціальній мові моделювання, такій як GPSS/H, або використовувати спеціальне програмне забезпечення для моделювання:
Arene - дискретний симулятор подій, також має академічну версію.
CSIM – CSIM є середовищем багаторазового моделювання дискретних подій загального призначення, для моделювання складних систем взаємодіючих елементів. Воно містить ієрархічні інструменти блок - схеми і великі бібліотеки моделей, що охоплюють кілька доменів. CSIM може бути використано для моделювання: агентних систем, логістики, бездротових мереж, комп'ютерних мереж...
Dynare – коли основа є детермінованою, може бути використана для моделей з припущенням ідеального прогнозування. Метою моделювання є описати реакції в очікуванні, тоді у реакції на шок, поки система не повернеться до старого або нового стану рівноваги.
Janus – Janus це гра у інтерактивно імітовану війну, що зображує реалістичні події під час багатогранного бою. Він використовує цифрову форму рельєфу, що впливає на лінію поля зору і руху, зображує контурні лінії, дороги, ріки, рослинні і забудовані місцевості. Він має можливість об'єднуватися в мережі з іншими системами, з метою імітації війни у грі з декількох сторін.
Modsaf  (моделювання напівавтоматичних дій) є набором модулів і додатків програмного забезпечення, які використовуються для створення додатків миттєво розподілених дій (Advanced Distributed Simulation ADS) і автоматичних дій (CGF). Модулі та додатки ModSAF дозволяють одному оператору створювати і контролювати велику кількість осіб, які використовуються для реалістичного навчання, тестування і оцінки на віртуальному полі бою. ModSAF містить об'єкти, які є досить реалістичними в результаті чого користувач не знаючи, що відображені транспортні засоби
переміщуються під контролем комп'ютерів, а не групи людей. Ці об'єкти, які включають в себе наземні і повітряні транспортні засоби, скинуту з коней піхоту (DI), ракети і динамічні структури, можуть взаємодіяти один з одним і з пілотованими симуляторами індивідуума для підтримки навчання, експериментів по вдосконаленню бою та випробування оціночних досліджень.
Taylor Enterprise Dynamics  є об'єктно - система програмного забезпечення використовується для моделювання, імітації, візуалізації та моніторингу заходів і технологічних систем динамічного потоку. З відкритою архітектурою Taylor ED, користувачі програмного забезпечення можуть отримати доступ до стандартних бібліотек атомів для побудови моделей. Атоми - розумні об'єкти Taylor ED і будівельний матеріал моделей. На додаток до стандартних бібліотек атомів Taylor ED, користувачі можуть створювати самі нові атоми.

### Приклади детермінованих моделей
Оцінка ефективності узгоджених в роботі комп'ютерів В. Кумар і Е. С. Девідсон. Об'єктом моделювання є підсистема пам'яті процесора IBM 360/91.
Моделювання представлено як практичний метод оцінки ефективності альтернативних конфігурацій узгодження в роботі комп'ютерів. Методика описана для побудови детальної детермінованої моделі системи. У моделі контрольний потік замінює інструкцію, і потоки даних реальної системи. Симуляція моделі системи призводить до синхронізації і використання ресурсів статистики, необхідної для оцінки продуктивності, без необхідності емуляції системи. У дослідженні проблеми, описана реалізація симулятора моделі підсистеми пам’яті процесора IBM 360/91.
Порівняння детермінованого проти моделей стохастичного моделювання для оцінки адаптивних методів управління інформацією по тактичних мережах проблемного зв'язку - доктор Аллан Гібб Мр. Жан-Клод Сен-Жак
Використання детермінованої моделі поля бою на основі прописаного сценарію забезпечить необхідну відтворюваність і повний контроль над послідовністю подій. Стохастична модель бою, як це передбачено в додатках комп'ютерного моделювання, таких як Janus і ModSAF, дає результати, які можуть бути зроблені точно відтворювані, якщо ті ж випадкові числа використані. Однак така модель не забезпечує повний контроль людини над композицією сценаріїв і послідовністю подій. Детермінована модель бою пропонує явні переваги для досліджень.

## Зовнішні посилання
- Adrian Raftery: Research on Deterministic Simulation Models [Архівовано 23 лютого 2017 у Wayback Machine.]
- Моделювання територіальних систем в суспільно-географічній науці у Львівському національному університеті імені Івана Франка [Архівовано 23 січня 2022 у Wayback Machine.]